# Антоніо Маркес Рамірес
Антоніо Маркес Рамірес (ісп. Antonio Márquez Ramírez, 22 березня 1936 — 22 жовтня 2013) — мексиканський футбольний арбітр. Арбітр ФІФА у 1977—1986 роках.

## Біографія
Після дебюту в першому дивізіоні Мексики в 1964 році, в 1978 році його підвищили до рівня міжнародного арбітра.
Найвищим результатом на міжнародній арені для Антоніо стала робота на домашньому чемпіонаті світу 1986 року, де він відсудив матч групового етапу Данія — Уругвай (6:1) та півфінал Аргентина — Бельгія (2:0)
Він також працював на молодіжному чемпіонаті світу 1981 року в Австралії, відсудивши дві гри.
У 1984 році він був включений до списку суддів до футбольного турніру на Олімпіаді в Лос-Анджелесі, де судив два матчі, в тому числі півфінал між Францією та Югославією (4:2).
Суддівську кар'єру завершив в 1986 році після досягнення вікового обмеження.
Помер 22 жовтня 2013 року.